# Ніч — моє царство
«Ніч — моє царство» (фр. La nuit est mon royaume) — французький драматичний фільм 1951 року режисера Жоржа Лякомба з Жаном Габеном, Сімоною Валер і Жераром Урі в головних ролях.

## Сюжет
Машиніст паровоза Раймонд (Жан Габен) після аварії назавжди втратив зір. Проте йому не кажуть правду, а запевняють, що після операції зір відновиться. Раймонд починає відвідувати центр для незрячих, де вчителькою працює молода, чуйна Луїза Луво (Сімона Валер), яка має нареченого — економіста центру Ліонеля Моро (Жерар Урі).

## Ролі виконують
- Жан Габен — Раймонд Пінсар, машиніст
- Сімона Валер[fr] — Луїза Луво, молода незряча
- Сюзанна Дееллі[fr] — сестра Габріели
- Роберт Арну[fr] — Жюльєн Латур, зять Раймонда
- Жерар Урі — Ліонель Моро, економіст центру
- Марта Меркадьє — Сімона, наречена Раймонда
- Жак Динам[fr] — Жан Гейярд, радіотехнік
- Сесіль Дідьє[fr] — пані Пінсар, мати Раймонда
- Жорж Ланнес[fr] — лікар Вожуа
- Філіпп Рішар — директор

## Навколо фільму
- Крім цього фільму, Жан Габен зіграв ще у двох кінострічках Жоржа Лякомба: «Мартен Руманьяк» (1946) та «Їх остання ніч» (1953).
- Це другий фільм після «Людина-звір» (1938), у якому Жан Габен зіграв роль машиніста локомотива.
- Фільмування відбувалося в Крепі-ан-Валуа, муніципалітеті на відстані приблизно 60 км на північний схід від Парижа.

## Нагороди
- 1951 Нагорода Венеційського кінофестивалю:
  - Кубок Вольпі за найкращу чоловічу роль — Жан Габен